# Leylaiya apostibes
Leylaiya apostibes är en tvåvingeart som beskrevs av Neal L. Evenhuis 2009. Leylaiya apostibes ingår i släktet Leylaiya och familjen svävflugor. Inga underarter finns listade i Catalogue of Life.